# اتحاد جزر سليمان لكرة القدم
تأسس اتحاد جزر سليمان لكرة القدم في عام 1978م وانضم إلى الإتحاد الدولي لكرة القدم في 1988م وإنضم إلى اتحاد أوقيانوسيا لكرة القدم في 1988م.

## روابط إضافية
- Solomon Islands Football Federation (official)
- FIFA website entry
- OFC website entry
- Solomon Islands Football Federation (Sporting Pulse)